# 13606 Bean
13606 Bean è un asteroide della fascia principale. Scoperto nel 1994, presenta un'orbita caratterizzata da un semiasse maggiore pari a 2,4310488 UA e da un'eccentricità di 0,1036585, inclinata di 2,83924° rispetto all'eclittica.